# 硫酸钯
硫酸钯（化学式：PdSO4）是一种无机化合物，存在无水物和二水合物。

## 制备
硫酸钯可以由氯化钯(II)和沸腾的浓硫酸反应，或者在空气中加热硫化钯(II)得到。加热氧化钯(II)和焦硫酸钾的混合物也能得到硫酸钯。

## 配合物
钯(II)和硫酸根可以形成[Pd(SO4)2]2-和[Pd(SO4)4]6-。
硫酸钯也可以形成二氨合物和二（二甲基亚砜）合物。